# La Horcajada (Ávila)
La Horcajada es un municipio y villa de España perteneciente a la provincia de Ávila, en la comunidad autónoma de Castilla y León. Forma parte del partido judicial de Piedrahíta y de la comarca tradicional del Alto Tormes. 

## Toponimia
El origen etimológico del término "Horcajada" está bastante claro, ya que su denominación ha ido variando con el tiempo, adaptándose su nombre a la evolución del idioma castellano. Así, podemos encontrar en documentos del siglo XV y XVI en los cuales se refieren al municipio como La Forcajada. Por tanto la "Horcajada" es una palabra que procede o se deriva del término latino "furca", de "furca" procede "forca" y de "forca" viene "horca". El empleo de este vocablo para designar este territorio no está muy claro. Podemos encontrar en la geografía española otros topónimos semejantes a "horcajada", como por ejemplo "horcajo", vocablo que se utiliza para designar instrumentos o artilugios varios, pero que también significa confluencia de ríos o arroyos o "punto de unión de dos montañas o cerros". Teniendo esto en cuenta, la razón por la que el pueblo lleva el nombre de "Horcajada" es, para unos, la conjunción de dos cerros en la parte más alta del mismo, donde se unen las derivaciones de la dehesa de Arriba y del pico la Quebrada. Otros opinan que el nombre se debe a que, según los datos más antiguos, el lugar donde se encuentra hoy la iglesia parroquial y los caseríos que surgieron al sur de la misma, es el espacio comprendido, precisamente entre el valle por el que va la actual carretera de La Aldehuela y el de la carretera de El Barco de Ávila. Finalmente hay quienes opinan que La Horcajada toma su nombre del hecho de estar situado en el ángulo formado por la confluencia de los ríos Corneja y Tormes.[cita requerida]

## Símbolos

### Escudo y bandera
El escudo heráldico y la bandera que representan al municipio de La Horcajada fueron aprobados oficialmente el 25 de enero de 2001. El escudo se blasona de la siguiente manera:

«Cortado. 1.º partido. 1.º ajedrezado de 15 piezas de plata y azur. 2.º en campo de azur un monte de sinople con una encina del mismo color, sobre rocas de su color natural. Cortado de oro con ermita de su color sobre ondas de agua de azur y plata.»
Boletín Oficial de Castilla y León nº 110 de 7 de junio de 2001

La descripción de la bandera es la siguiente:

«Proporción 1/1 cuadrada, paño amarillo y brochante sobre el todo el escudo de la Villa de la Horcajada.»
Boletín Oficial de Castilla y León nº 110 de 7 de junio de 2001

## Geografía

### Ubicación
La Horcajada está situada en el triángulo suroeste de la provincia de Ávila. Es prácticamente el espacio comprendido entre las estribaciones de Gredos y las serranías de Malpartida y el Collado del Mirón, por un lado, y el puerto de Villatoro y la confluencia de los ríos Corneja y Tormes, por el otro. A esta superficie se la viene denominando desde hace siglos "Valdecorneja". El Cancionero de Baeza, de 1445, por ejemplo, así lo registra. Las cuatro poblaciones más importantes del Valle son, posiblemente desde los tiempos vettones o antes, El Mirón, Piedrahíta, La Horcajada y El Barco de Ávila.
La Horcajada se encuentra a unos 75 kilómetros al suroeste de la capital provincial, Ávila a unos 82 kilómetros de Salamanca y a 185 kilómetros de Madrid. La localidad se encuentra situada a 1033 m s. n. m. entre las poblaciones de Piedrahíta y Barco de Ávila en las faldas de la sierra de la Horcajada.

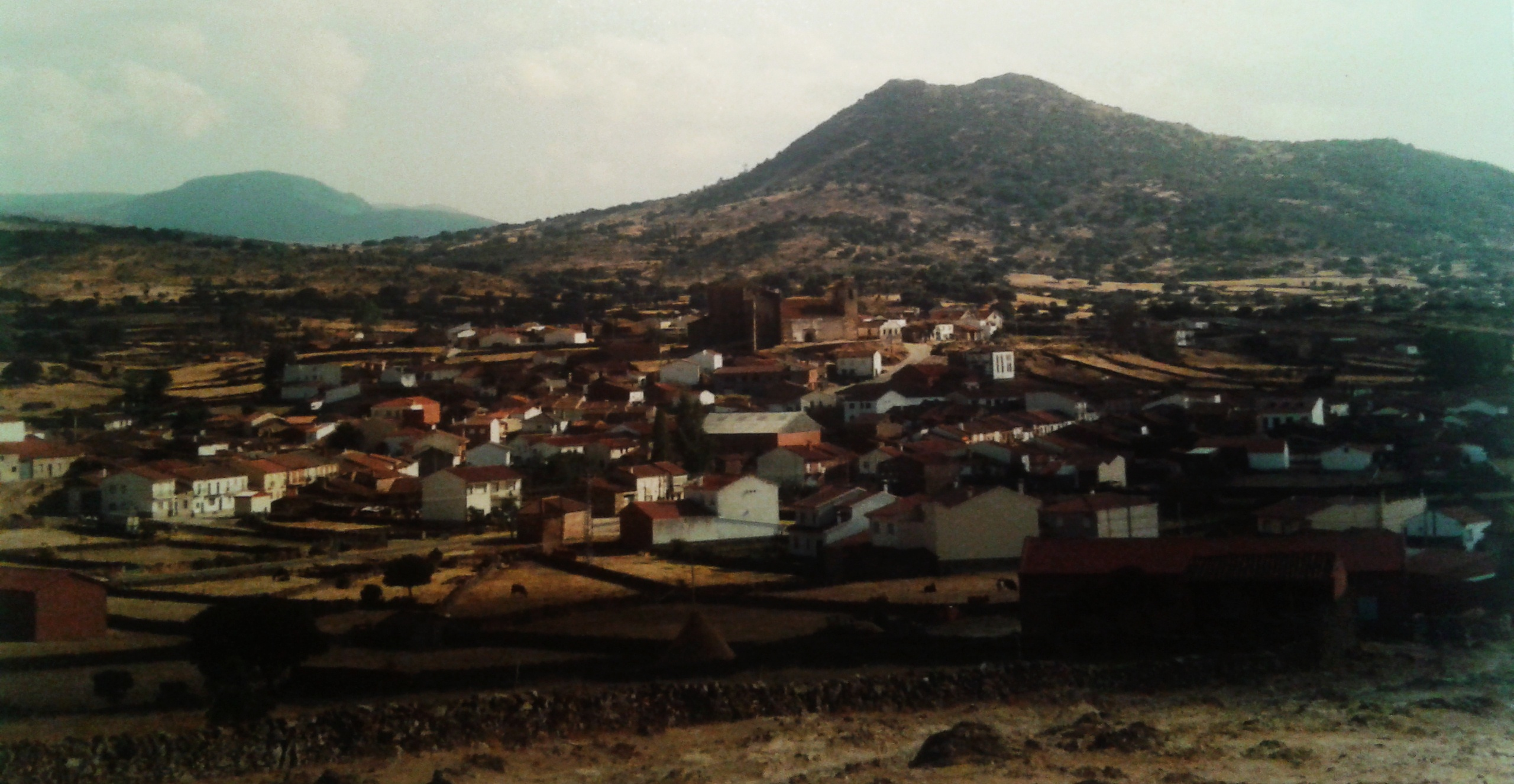
Panorámica

| Noroeste: Navamorales (provincia de Salamanca) | Norte: Navamorales (provincia de Salamanca) y Villar de Corneja | Noreste: Villar de Corneja |
| Oeste: El Tejado (provincia de Salamanca)      |                                                                 | Este: Hoyorredondo         |
| Suroeste: El Losar del Barco                   | Sur: Santa María de los Caballeros y San Lorenzo de Tormes      | Sureste: La Aldehuela      |

### Clima
La Horcajada tiene un clima Csb (templado con verano seco y templado) según la clasificación climática de Köppen.

### Núcleos de población
- La Horcajada (núcleo principal)
- Encinares
- Riofraguas
- La Máquina (despoblado)
- Los Sauces
- El Hoyo
- Los molinos (despoblado):
  - de Arriba
  - de Abajo
  - del Batán
  - de la Veguilla

### Comunicaciones
Red de carreteras
| Numeración | Nombre | Itinerario                                                                                             | Datos |
| ---------- | ------ | --- | ----- |
| AV-662     | -      | Villar de Corneja (intersección con AV-102 ) – La Horcajada - Barco de Ávila (intersección con N-110 ) |       |
| AV-P-659   | -      | La Aldehuela (intersección con N-110 )- La Horcajada -                                                 |       |
| AV-P-664   | -      | La Horcajada - Riofraguas -                                                                            |       |

## Demografía
La Horcajada cuenta con una población de 457 habitantes (INE 2024).
| Gráfica de evolución demográfica de La Horcajada entre 1842 y 2021 |
| |
| Población de derecho según los censos de población del INE. Población de hecho según los censos de población del INE.En estos censos se denominaba Horcajada: 1842 y 1857. Entre el censo de 1981 y el anterior, crece el término del municipio porque incorpora a Encinares. |

## Administración y política
- Tabla de alcaldes de La Horcajada y partido político al que pertenecen en democracia (1979-actualmente)

| Legislatura | Nombre del alcalde         | Partido Político                                |
| ----------- | -------------------------- | ----------------------------------------------- |
| 1979 - 1983 | Isaías López Hernández     | Agrupación de Electores                         |
| 1983 - 1987 | Benigno Rollán López       | Unión de Centro Democrático                     |
| 1987 - 1991 | Victoriano López Hernández | Alianza Popular                                 |
| 1991 - 1995 | Benigno Rollán López       | Centro Democrático y Social                     |
| 1995 - 1999 | Benigno Rollán López       | Centro Democrático y Social                     |
| 1999 - 2003 | Benigno Rollán López       | Centro Democrático y Social                     |
| 2003 - 2007 | Alejandro A. Olivar López  | Tierra Comunera Partido Nacionalista Castellano |
| 2007 - 2011 | José López García          | Partido Socialista Obrero Español               |
| 2011 - 2015 | José López García          | Partido Socialista Obrero Español               |
| 2015 - 2019 | José López García          | Partido Socialista Obrero Español               |
| Desde 2019  | Vicente López López        | Partido Popular                                 |

## Historia
Dada la configuración geográfica del valle en el que se encuentra situada La Horcajada, es de suponer que, tanto en la prehistoria como en la historia, la vida humana del conjunto poblacional se desarrolló de forma similar, según usos, costumbres y las normas jurídicas de cada momento. Los restos arqueológicos encontrados así lo manifiestan. Hay una importante presencia prehistórica en diversos periodos de la misma. Pertenece a la denominada vetonia. La romanización de la comarca es destacable. La cercana localidad de Diego Álvaro fue centro durante algunos periodos de la época visigótica. Tampoco faltan indicios arqueológicos y topónimos que detectan la estancia, posiblemente intermitente, de los árabes en la zona.
Pero es a finales del siglo XI cuando comenzó la historia de Valdecorneja. Fue el rey Alfonso VI quien creó el Señorío de Valdecorneja, como Señorío de Realengo. Formaban parte del mismo las villas de El Mirón, Piedrahíta, La Horcajada y El Barco de Ávila, que posiblemente eran contrebias vetonas, a las que iban unidas 119 poblaciones más pequeñas.
Permaneció el Señorío en manos de la realeza hasta el año 1366, fecha en la que el rey Enrique II de Trastámara permutó con don García Álvarez de Toledo el Señorío de Valdecorneja por el Maestrazgo de Santiago, que el rey deseaba para don Gonzalo Mejía. Prácticamente durante siglo y medio los Álvarez de Toledo, en la segunda mitad del siglo XV condes y duques de Alba de Tormes, gobernaron todo el Señorío.
A finales del siglo XV, fue creado el Señorío de La Horcajada, independiente del de Valdecorneja. El primer Señor es don García Álvarez de Toledo, hijo del Primer duque de Alba y hermano del 2° duque, don Fadrique. Se fue a vivir a La Horcajada, donde seguramente ya existía el denominado en los documentos "palacio fortaleza". Vivió en La Horcajada el 2° Señor, don Fernando Álvarez de Toledo, y el 3°, su hijo don Antonio. El 4° Señor, don Antonio Álvarez de Toledo y Dávila, se trasladó a vivir a Madrid, donde murió, sin sucesión, en torno al año 1630. Fue enterrado en la cripta de la iglesia de La Horcajada, en el panteón familiar.
Al morir sin sucesión, tras un largo y notorio pleito, el Señorío volvió a los Duques de Alba, quienes gobernaron la villa hasta la supresión de los Señoríos, a principios del siglo XIX. El gobierno de La Horcajada quedó en manos de los vaivenes de la política de los siglos XIX y XX. 
Con la reorganización de provincias de Javier de Burgos en 1833 perteneció a la provincia de Salamanca, como el resto de la comarca natural del Alto Tormes.[cita requerida]

### El barrio judío
Diferentes autores establecen una de las 17 judería de la provincia de Ávila en La Horcajada. Sin llegar a constituirse como una aljama, el barrio judío de ésta villa pudo situarse en las inmediaciones de la calle Tenebrón, en el actual barrio de la Cuesta.

## Patrimonio
- Iglesia de Nuestra Señora de la Asunción

Consta de tres naves de los siglos XIV al XV con dos enormes arcos a cada lado semicirculares que parten de pilares octogonales y que se presenta como un gran salón al que se accede a través de dos portadas a norte y mediodía. 
A los pies del templo se erige la torre, muy sencilla, de planta rectangular tiene sillarejo en el cuerpo inferior, sillería de granito en el superior y bolas en la cornisa. 
A la cabeza se edificó en la primera mitad del siglo XVI un esbelto crucero y ábside de tres paños, con pilares de haces góticas rematando en capiteles que quieren ser dóricos. El ábside y el tramo central del crucero se cubren con bóvedas de crucería estrelladas. Son obra de Lucas Giraldo y Juan Gutiérrez, dos de los mejores arquitectos del siglo XVI.
En su interior destacan el retablo mayor, de la primera mitad del siglo XVIII, de estilo churrigueresco en el cuerpo y rococó en el cascarón para ajustarse a la forma de la bóveda de la cabecera. En el retablo se encuentran las imágenes en escultura de San Miguel, la Asunción de la Virgen, Santiago y San Pedro de Alcántara.
También hay otros retablos distribuidos por las naves del templo.
En el hastial izquierdo del crucero se halla una obra maestra de escultura: el sepulcro de los Barrientos. Lo conforman una correcta decoración corintia compuesta de pilastras, entablamiento y frontón angular, donde se encuentra la estatua yacente en alabastro de un caballero, vestido con arnés completo, la cruz de san Juan sobre su pecho; los brazos cruzados oprimiendo la espada, capa y birrete; a los pies, un paje recostado con el yelmo de su señor. Impide la correcta visualización del cenotafio como destaca Gómez Moreno la reja con escudo repujado que tiene delante.
La cubierta del templo es de madera. La escalera, que desde la nave izquierda de la iglesia lleva a la tribuna, de piedra labrada, es del siglo XVIII. A los pies de la iglesia y sobre arcos se erige la tribuna de estilo clásico.
La sacristía tiene bóvedas vaídas de buena obra y pilastras dóricas poco resaltadas en su exterior y dispone también de un retablo.

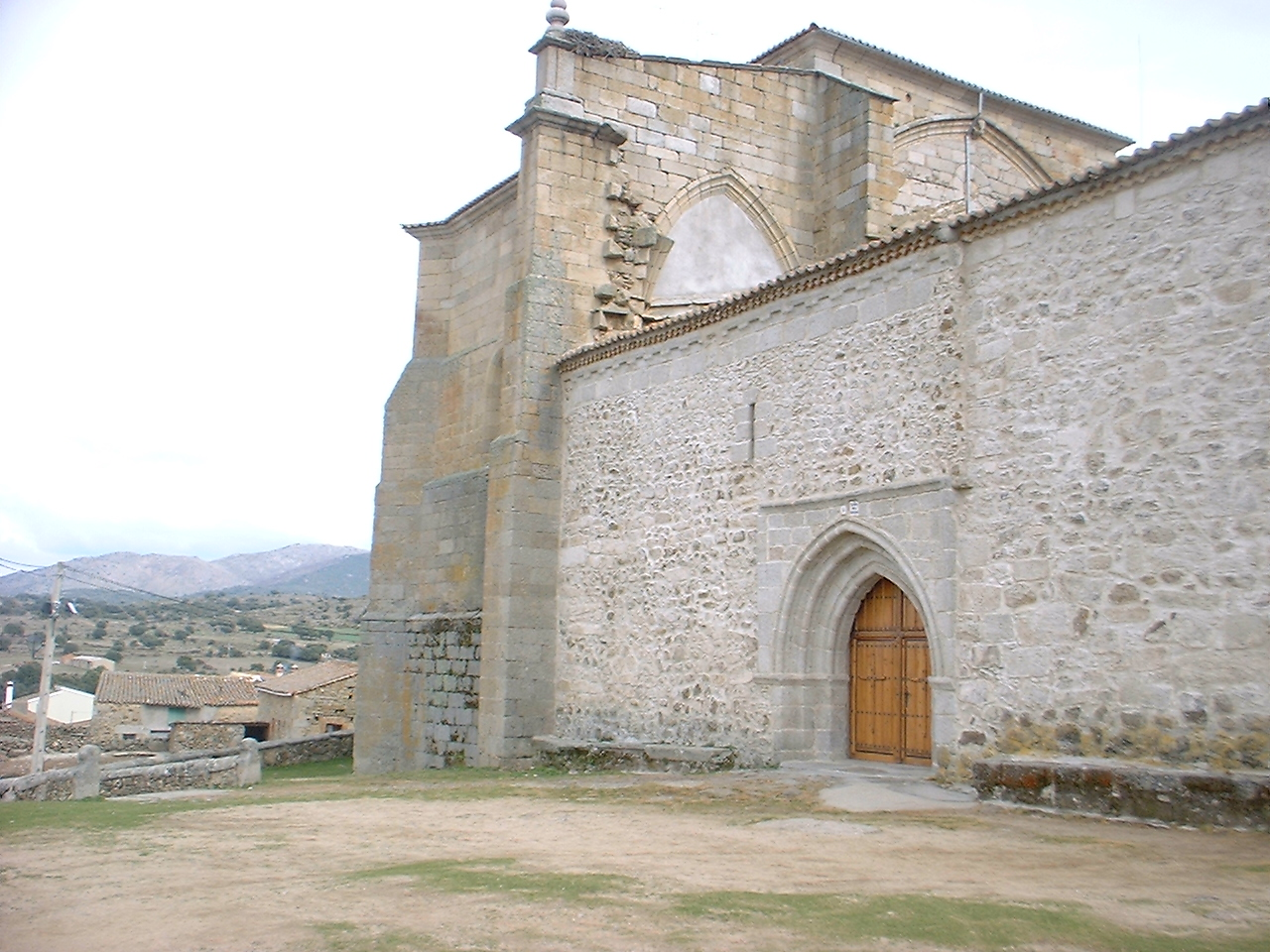
Iglesia parroquial

- Reloj de la Iglesia de la Nuestra Señora de la Asunción

Bello reloj cuya instalación se realizó finales del siglo XIX siendo alcalde de La Horcajada Juan García Santamaría. Estos datos se hacen constar en la misma habitación del reloj y en su maquinaria.
Se encuentra en la torre del templo parroquial. Precisamente se construye la espadaña para la esfera con la correspondiente caja, y en la parte posterior, para la maquinaria. 
El reloj se construyó en Motilla del Palancar (Cuenca), en el año 1890, por el relojero Lorenzo Redondo. Es el reloj n. 4 de la serie.
- Ermita de los Santos Mártires

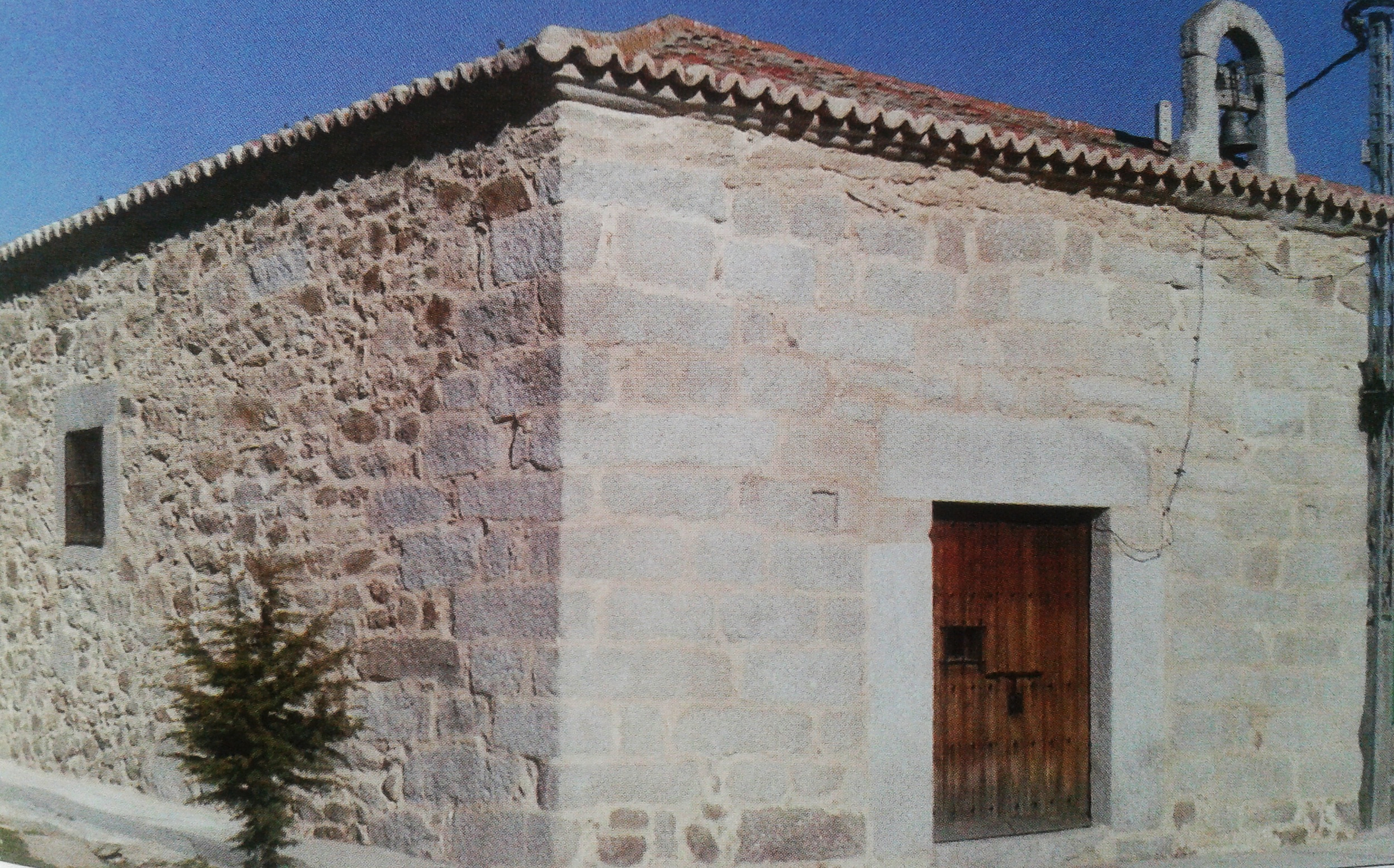
Ermita de los mártires

Construida en el siglo XVI está situada a la salida del pueblo, en dirección a El Barco de Ávila. Es de planta rectangular y su factura de mampostería simple. El retablo del altar es de principios del siglo XIX y alberga las imágenes de los mártires San Sebastián, San Fabián y del confesor San Roque. La mesa del altar tiene un frontal de cerámica talaverana.
- Ermita de la Concepción

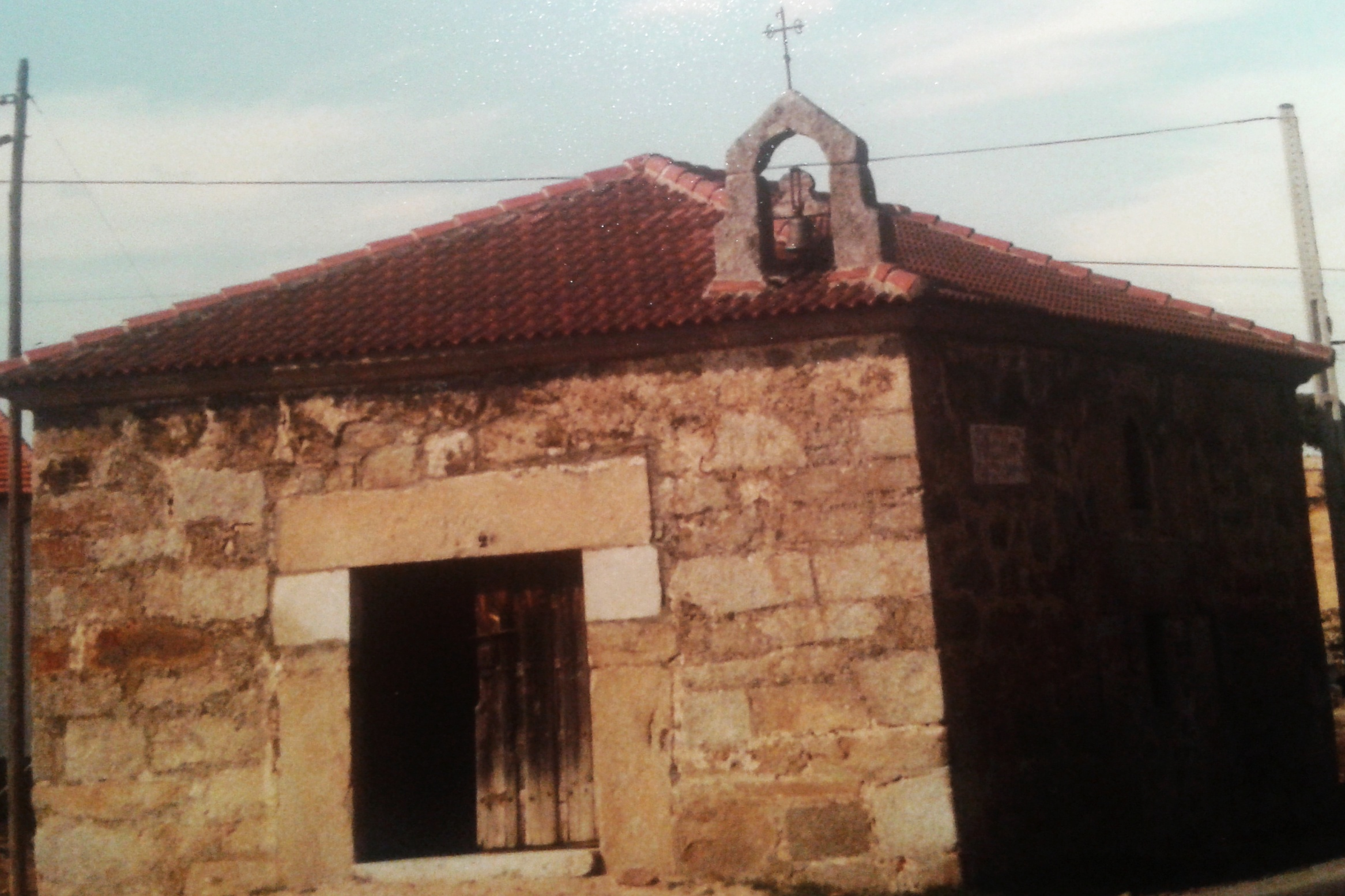
Ermita de la Concepción

Situada a la salida del pueblo, en dirección a Piedrahíta, fue fundada por Bartolomé de Vallejo en el siglo XVI como puede leerse en un dintel de una puerta tapiada: "este oratorio de la Concepción fundó Bartolomé de Vallejo, natural de esta Villa, Beneficiado de La Aliseda. Año 1568".
- Ruinas de la ermita de Nuestra Señora del Moral de San Pedro

A la existencia de esta ermita, que se encuentra localizada en lo que hoy es el cementerio municipal y de la que en la actualidad apenas quedan algunos restos ya se refería en su famoso diccionario Pascual Madoz. Esta ermita probablemente es del siglo XIII.
- Casa-Palacio de los Barrientos

Ubicada en la calle mayor, esta casa señorial data del siglo XVI y perteneció la familia de los Barrientos. Familia ésta que tuvo gran importancia en la localidad como lo atestiguan, entre otros, el sepulcro que lleva su nombre y que se encuentra en el hastial izquierdo del crucero de la iglesia parroquial.
- Casa del Licenciado Martínez

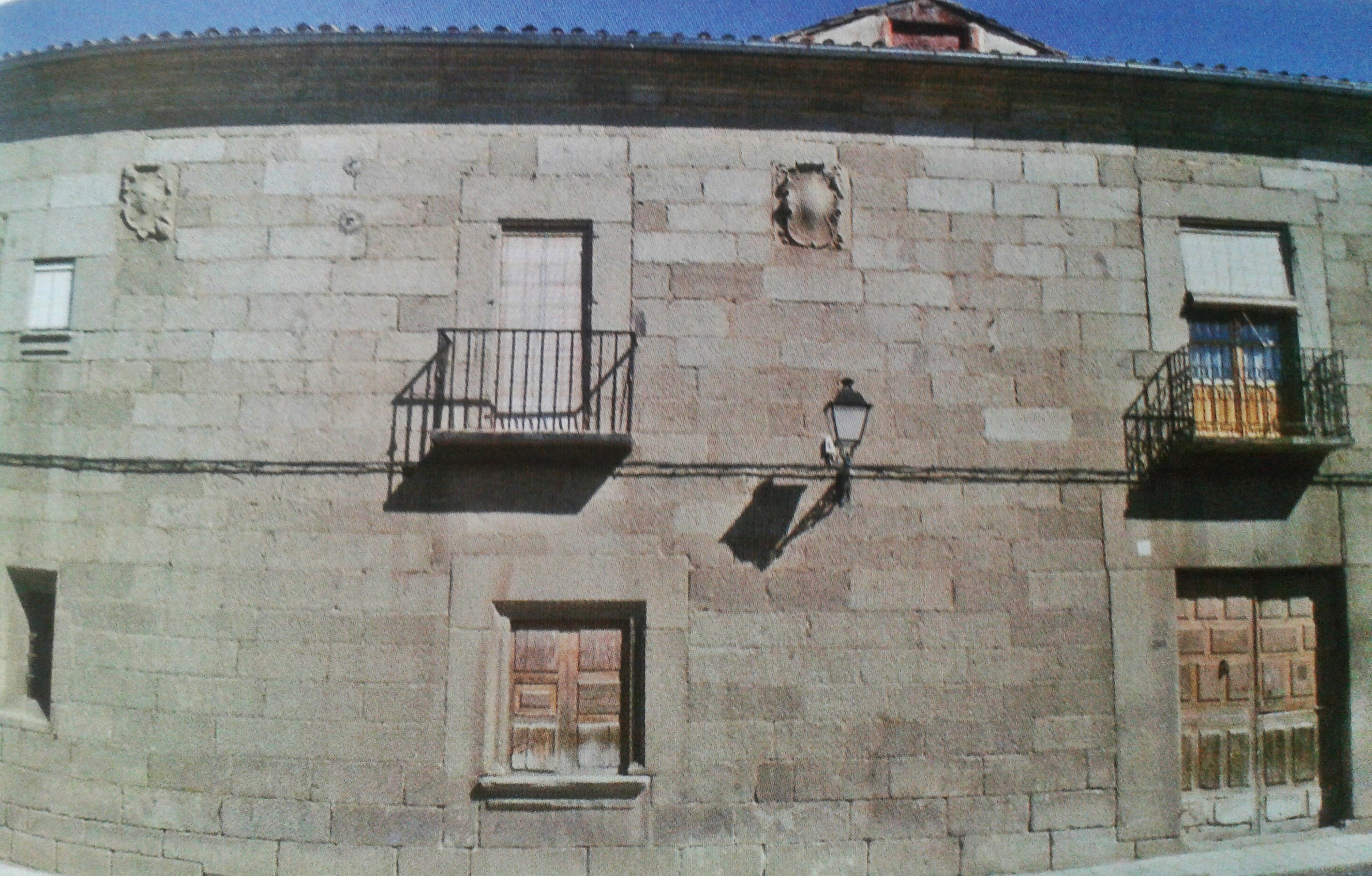
Casa palacio de los Barrientos

También ubicada en la calle mayor se trata de una casa señorial del siglo XVI.
- Puente Romano de "La Ponseca" sobre el río Corneja

Este puente divide los términos municipales de La Horcajada y Villar de Corneja. Por él pudo pasar Carlos V en su camino a Yuste en 1556 y Santa Teresa de Jesús, en su retorno a Ávila desde Becedas, como sostienen algunos autores como el historiador Francisco López Hernández:
"Por este puente pudo pasar Santa Teresa de Jesús,en su vuelta a Ávila desde Becedas."

El paso del Emperador Carlos V por la villa de La Horcajada, el día 10 de noviembre de 1556, queda reflejado por el cronista de El Barco de Ávila, Juan de Solís, que lo relató de la siguiente manera:
"Ya a la manecida bajaban todos los vecinos de la sierra y se movilizaron los del Barco, yendo muchos a pie y a caballo hasta cerca de La Horcajada, formándose apretada filas desde la puerta de la Villa a los dos lados del antiguo camino de Castilla."
- La fuente grande y el pontón

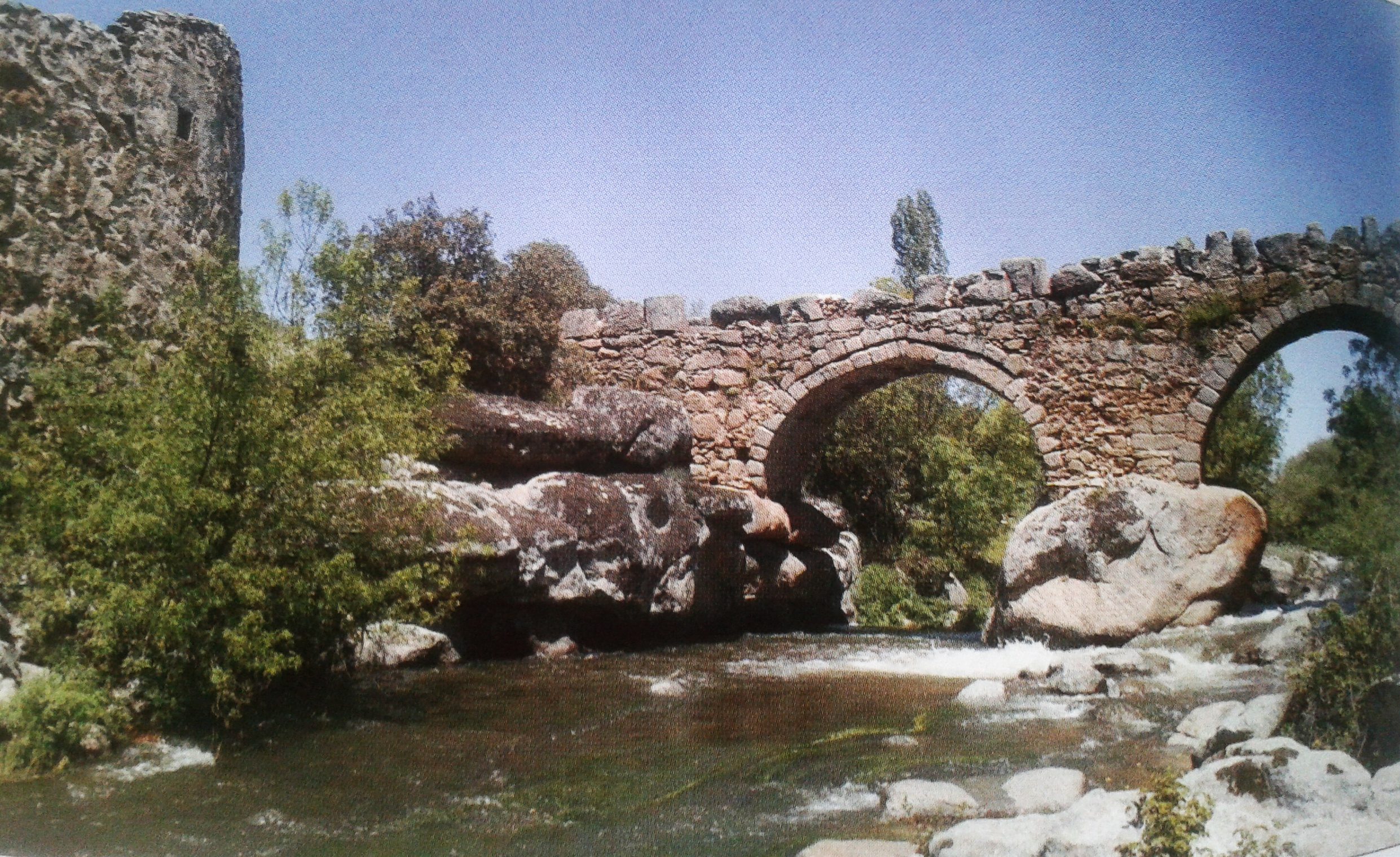
Puente de la "Ponseca"

Se trata de un manantial con estructura, tanto la fuente como el pontón, de origen medieval.

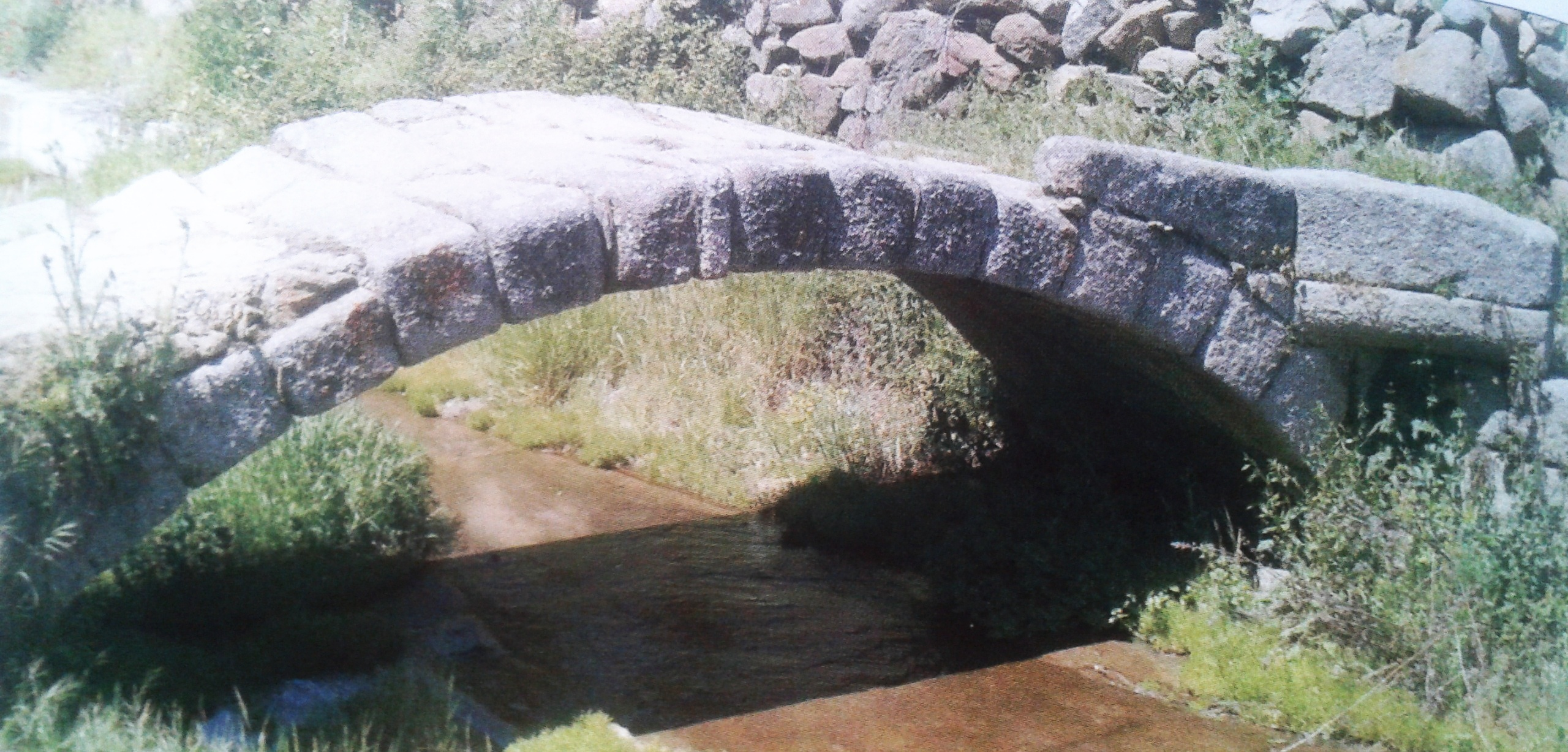
Puente junto a la fuente grande

- La fuente y el pilón de la iglesia

Conjunto de granito del siglo XIX.
- Fuente termal "pozas del molinillo"

Ubicada en el paraje conocido como "el molinillo" se trata de una surgencia con varios lavaderos inferiores y cubiertos de algas. Este manantial se caracteriza por mantener una estabilidad térmica del agua entre 10 y 11 grados independientemente de la temperatura exterior.

## Cultura

### La Cabeza Santa
La Calavera Santa es una reliquia venerada en La Horcajada. Se encuentra en la iglesia de Nuestra Señora de la Asunción. La reliquia, una calavera coronada por una cruz de plata, se atribuye a Juan de la Berza, un pastor natural de la villa. El pastor, antes de morir, advirtió que su cabeza ahuyentaría el mal de la rabia, y desde entonces el pueblo se encuentra libre de esta enfermedad.
La leyenda también arroga a Juan de la Berza el haber encontrado la imagen de la Virgen del Carrascal en el cercano municipio de Cespedosa de Tormes.

### Juego de la calva
El juego de la calva se presupone de origen prerromano, probablemente asociado al pueblo vettón. Consiste en golpear con el marro, cilindro de piedra o metálico, la parte superior de una cuña de madera (la calva) en forma de ángulo obtuso de grosor variado, colocada de pie y sin tocar antes en el suelo.
Durante las fiestas patronales de San Miguel se organiza un campeonato de este antiquísimo deporte.

### Fiestas
- Fiestas patronales en honor de San Miguel Arcángel, el 29 de septiembre.
- Romería en Riofraguas, una semana después de San Miguel Arcángel.
- Fiesta de la Cofradía de los Santos Mártires: San Fabián, San Sebastián y San Roque, el 20 de enero.
- San Isidro Labrador, el 15 de mayo.
- Fiesta de San Salvador, en la pedanía de Encinares, el 6 y 7 de agosto.
- Fiesta de la Peña las Vegas, en torno al 15 de agosto, retomando la antigua festividad de la Asunción de la Virgen María, muy arraigada en la villa, así como en multitud de municipios de la comarca.